# Nancy (comic strip)

Nancy est une série de bande dessinée humoristique de l’auteur américain Ernie Bushmiller et publiée depuis 1938. Il s’agit d’une évolution du comic strip Fritzi Ritz, créé en 1922, où le personnage de Nancy, une petite fille de huit ans, était apparu en 1933. La série a depuis été reprise par différents bédéistes, l’autrice actuelle étant Olivia Jaimes. En français, la série a été connue sous le titre Arthur et Zoé en France, et en tant que Philomène au Canada.

## Historique de publication

### Version originale
Le personnage de Nancy est introduit par Ernie Bushmiller en 1933 dans Fritzi Ritz, un comic strip créé onze ans plus tôt par Larry Whittington, dont l’héroïne éponyme est une flapper insouciante vivant diverses aventures sentimentales. Nancy, la nièce de Fritzi, s’avère plus populaire que sa tante auprès du lectorat et occupe rapidement la plupart des strips, en semaine comme le dimanche, ce qui conduit celui-ci à être renommé Nancy en 1938, peu après l'introduction du personnage de Sluggo.

### Reprises

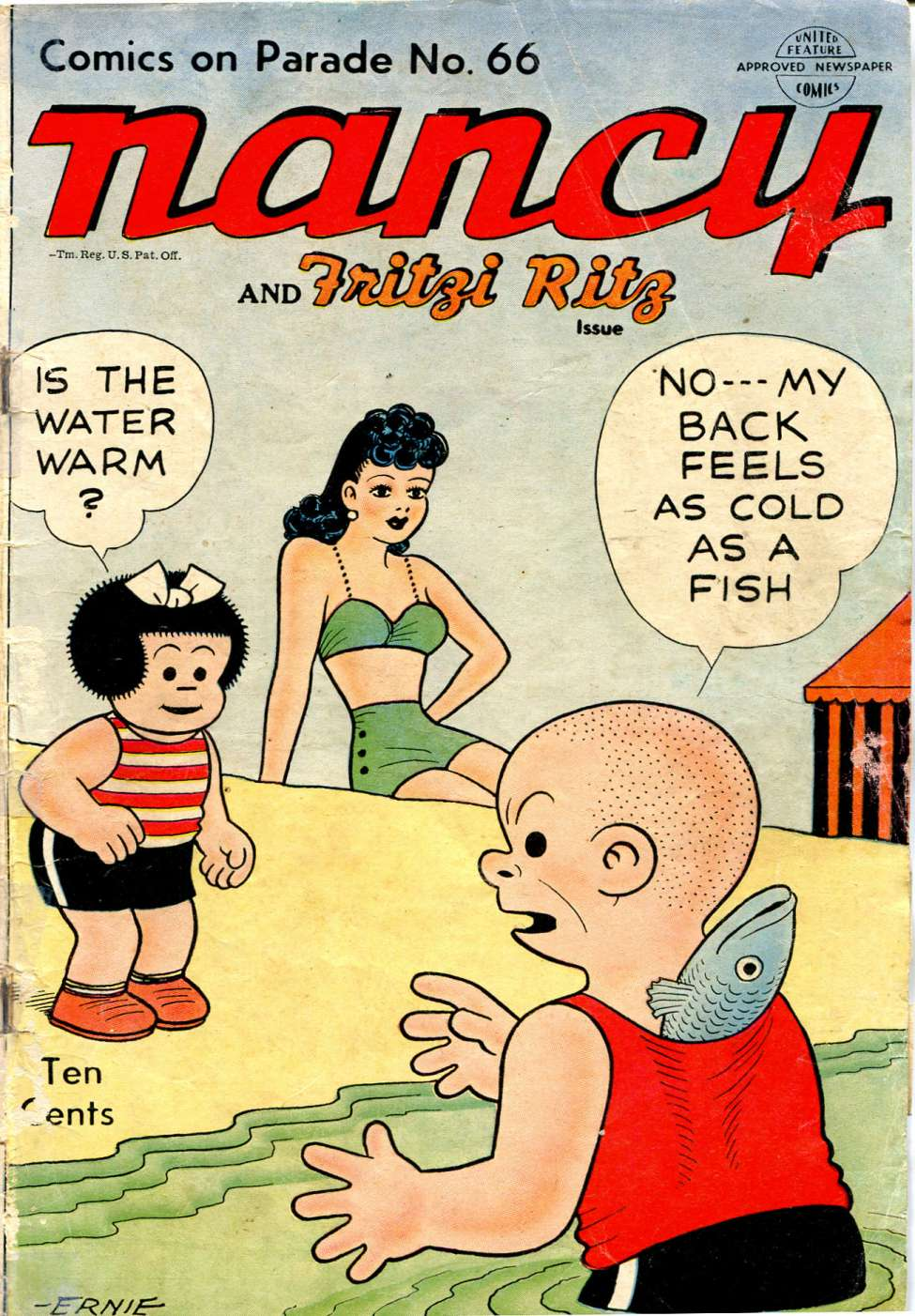
Couverture du no 66 de Nancy (Comics on Parade) de 1949.

En 1957, les droits de publication en livres sont repris par la société d'édition Dell Comics qui confie en 1959 la réalisation d’albums adapté du strip à John Stanley, le créateur de la série de bande dessinée Little Lulu.
Après la mort d’Ernie Bushmiller en 1982, la reprise de la série est confiée à Mark Lasky pour les bandes quotidiennes jusqu’à 1983 et à Al Plastino pour les planches dominicales jusqu’à 1984, puis à Jerry Scott jusqu’à 1995, Guy et Brad Gilchrist jusqu’à 2018, suivi d’Olivia Jaimes.
En 2024, lors de l’évènement Nancy Fest, Olivia Jaimes annonce prendre un congé sabbatique. Plusieurs cartoonistes prennent alors la relève, pendant l’été 2024, entre juin et septembre : Leigh Luna, Shaenon K. Garrity, Caroline Cash et Megan McKay.

### Chronologie
| 1922 | Fritzi Ritz par Larry Whittington Bandes quotidiennes (octobre 1922 – 1925) | |                                                                            |      |
| 1925 | Fritzi Ritz par Larry Whittington Bandes quotidiennes (octobre 1922 – 1925) | |                                                                            |      |
| Fritzi Ritz par Ernie Bushmiller Bandes quotidiennes (mai 1925 – 1938)                                                                        | | |                                                                            |      |
| 1929 | Fritzi Ritz par Ernie Bushmiller Planches dominicales (octobre 1929 – septembre 1967)                                                                                            | |                                                                            |      |
| 1933 | Fritzi Ritz par Ernie Bushmiller Planches dominicales (octobre 1929 – septembre 1967)                                                                                            | Nancy dans Fritzi Ritz (dès janvier 1933) |                                                                            |      |
| 1938 | Fritzi Ritz par Ernie Bushmiller Planches dominicales (octobre 1929 – septembre 1967)                                                                                            | Nancy dans Fritzi Ritz (dès janvier 1933) |                                                                            |      |
| Nancy par Ernie Bushmiller Bandes quotidiennes (1938 – août 1982) Planches dominicales (octobre 1938 – août 1982)                             | Fritzi Ritz par Ernie Bushmiller Planches dominicales (octobre 1929 – septembre 1967)                                                                                            | |                                                                            |      |
| 1959 | Fritzi Ritz par Ernie Bushmiller Planches dominicales (octobre 1929 – septembre 1967)                                                                                            | Nancy & Sluggo par John Stanley Livres (1959–1963) |                                                                            |      |
| 1963 | Fritzi Ritz par Ernie Bushmiller Planches dominicales (octobre 1929 – septembre 1967)                                                                                            | Nancy & Sluggo par John Stanley Livres (1959–1963) |                                                                            |      |
| 1967 | Fritzi Ritz par Ernie Bushmiller Planches dominicales (octobre 1929 – septembre 1967)                                                                                            | |                                                                            |      |
| 1982 | | |                                                                            |      |
| Nancy par Mark Lasky Bandes quotidiennes (août 1982 – juillet 1983)                                                                           | Nancy par Mark Lasky Bandes quotidiennes (août 1982 – juillet 1983) | Nancy par Al Plastino Planches dominicales (novembre 1982 – décembre 1984) | Nancy par Al Plastino Planches dominicales (novembre 1982 – décembre 1984) |      |
| Nancy par Mark Lasky Bandes quotidiennes (août 1982 – juillet 1983)                                                                           | Nancy par Mark Lasky Bandes quotidiennes (août 1982 – juillet 1983) | Nancy par Al Plastino Planches dominicales (novembre 1982 – décembre 1984) | Nancy par Al Plastino Planches dominicales (novembre 1982 – décembre 1984) | 1983 |
| Nancy par Jerry Scott Bandes quotidiennes (octobre 1983 – septembre 1995) Planches dominicales (janvier 1985 – septembre 1995)                | | Nancy par Al Plastino Planches dominicales (novembre 1982 – décembre 1984) | Nancy par Al Plastino Planches dominicales (novembre 1982 – décembre 1984) |      |
| 1984 | | Nancy par Al Plastino Planches dominicales (novembre 1982 – décembre 1984) | Nancy par Al Plastino Planches dominicales (novembre 1982 – décembre 1984) |      |
| 1985 | | |                                                                            |      |
| 1995 | | |                                                                            |      |
| Nancy par Guy Gilchrist (1995–2018) et Brad Gilchrist (1995–2004) Bandes quotidiennes et planches dominicales (septembre 1995 – février 2018) | | |                                                                            |      |
| 2004 | | |                                                                            |      |
| 2018 | | |                                                                            |      |
| Nancy par Olivia Jaimes Bandes quotidiennes et planches dominicales (avril 2018 – aujourd’hui)                                                | | |                                                                            |      |
| 2024 | Nancy par Leigh Luna, Shaenon K. Garrity, Caroline Cash et Megan McKay Bandes quotidiennes et planches dominicales pendant le congé d’Olivia Jaimes (juin 2024 – septembre 2024) | Nancy par Leigh Luna, Shaenon K. Garrity, Caroline Cash et Megan McKay Bandes quotidiennes et planches dominicales pendant le congé d’Olivia Jaimes (juin 2024 – septembre 2024) |                                                                            |      |
| Aujourd’hui | | |                                                                            |      |

### Traductions
En France, une version en français de Nancy a été éditée sous le titre Arthur et Zoé par les éditions Mondiales à partir de 1949 et jusqu’en 1978 et est notamment parue dans la presse jeunesse française dans L'Intrépide et dans des revues périodiques (Paris-Jour, Télé Poche, Modes & Travaux, Intimité du foyer, Modes de Paris…). En 2013, un recueil des strips de 1943–1945 parait aux éditions Actes Sud sous le titre Nancy. Au Canada, une version en français de Nancy a été publiée sous le titre Philomène.
La série a fait l’objet de nombreuses autres traductions jusqu'à la fin des années 1970[réf. nécessaire].

## Personnages principaux

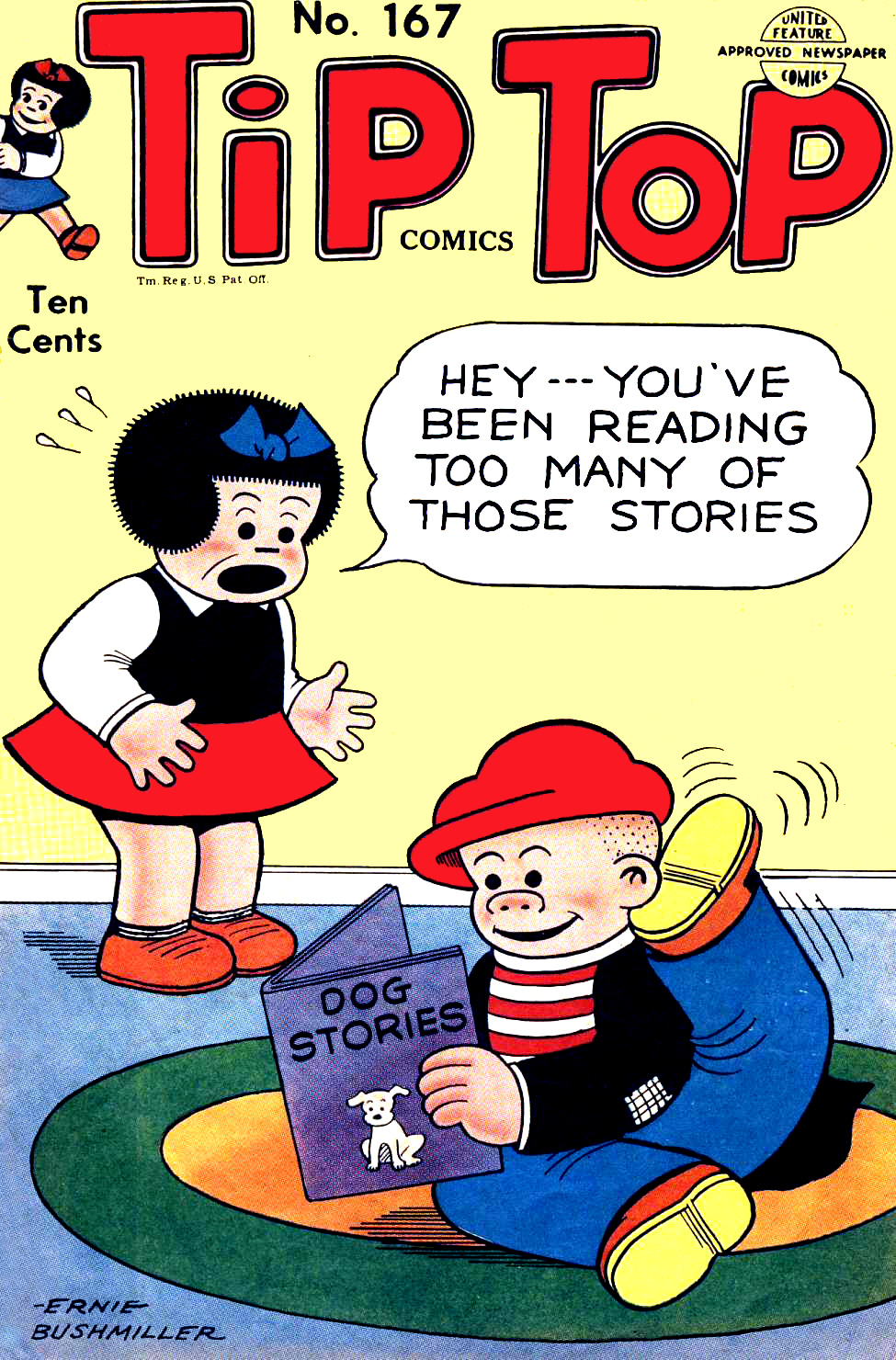
Nancy et Sluggo.

- Nancy[9] : personnage principal, c’est une petite fille de huit ans qui vit chez sa tante Fritzi. Elle est immédiatement reconnaissable grâce à sa coiffure caractéristique qui forme deux grosses boules qui recouvrent ses oreilles. Elle porte en permanence un nœud papillon dans ses cheveux qui sont noirs et semblent comme hérissés de petites pointes. Nancy est le plus souvent habillée d’une jupe (souvent rouge et parfois avec des pois noirs) et d’un pull noir sans manches sur une chemise blanche à manches longues. Nancy est plutôt gentille mais possède un caractère taquin.
- Sluggo[10] : un petit garçon, le meilleur ami de Nancy. Il a le crâne rasé et porte un béret, il est fréquemment habillé d’une veste rapiécée aux coudes. En effet Sluggo est plutôt un « mauvais garçon », peut-être même un vagabond.
- Fritzi : la tante de Nancy. Elle dispose de sa propre série de bande dessinée (Fritzi Ritz, dont est issue la série Nancy).

## Postérité
- En 1961, Andy Warhol a peint le personnage Nancy dans une de ses œuvres.
- Entre 1963 et 1978, l’artiste américain Joe Brainard (1941-1994) a réalisé plus d'une centaine de dessins incongrus mettant en scène Nancy dans des situations décalées par rapport au personnage de Bushmiller[11] (If Nancy was a boy, If Nancy was an ashtray, If Nancy was an acid freak, etc.). Ces dessins ont notamment été rassemblés dans un ouvrage intitulé The Nancy Book édité par la maison d'édition Siglio[12].

### Documentation
- Patrick Gaumer, « Fritzi Ritz », dans Dictionnaire mondial de la BD, Paris, Larousse, 2010 (ISBN 9782035843319), p. 343.
- Paul Gravett (dir.), « De 1930 à 1949 : Arthur et Zoé », dans Les 1001 BD qu'il faut avoir lues dans sa vie, Flammarion, 2012 (ISBN 2081277735), p. 108.
- (en) Brian Walker, The Best of Ernie Bushmiller's Nancy, Comicana, 1988.
- (en) Donald D. Markstein, « Fritzi Ritz », sur Toonopedia, 2007 (consulté le 25 août 2017).
- (en) Donald D. Markstein, « Nancy », sur Toonopedia, 2009 (consulté le 25 août 2017).
- (en) Paul Karasik et Mark Newgarden, How to read Nancy, Fantagraphics Books, 2017 (ISBN 978-1-60699-361-3)
- (en) Bill Griffith, Three Rocks : The Story of Ernie Bushmiller: The Man Who Created Nancy, Abrams ComicArts, 2023, 272 p. (ISBN 9781419745904)
- (en) Jeff Karnicky, The New Nancy : Flexible and Relatable Daily Comics in the Twenty-First Century, The University of Nebraska Press, septembre 2023, 208 p. (ISBN 978-1-4962-3586-2, lire en ligne )